# Wielimir Chlebnikow
Wielimir Władimirowicz Chlebnikow (ur. 28 października?/9 listopada 1885 w Małyje Dierbiety, Imperium Rosyjskie, zm. 28 czerwca 1922 w Santałowie, RFSRR), ros. Велимир Владимирович Хлебников lub Wiktor Chlebnikow, ros. Виктор Хлебников – rosyjski poeta i prozaik okresu rosyjskiego srebrnego wieku, czołowy przedstawiciel rosyjskiego futuryzmu, teoretyk kubofuturyzmu, współautor (z D. Burlukiem, A. Kruczonychem i W. Majakowskim) futurystycznych manifestów poetyckich (1910–1913) w ramach grupy Hylaea.
W swoich wierszach stosował bardzo zaawansowane eksperymenty językowe, nie stronił też od słowiańskiego folkloru i numerologii. Wywarł wielki wpływ na rosyjską poezję, m.in. na twórczość Władimira Majakowskiego, z którym opracował manifest rosyjskiego futuryzmu Policzek smakowi powszechnemu. Opracował teorię poetyckiego języka „pozarozumowego”. Stosował wyrafinowaną instrumentację głoskową.
Był synem Władimira Aleksjejewicza Chlebnikowa rosyjskiego profesora, badacza orientalistyki.